# William Kruskal
William H. Kruskal (10 oktober 1919 – 21 april 2005) was een Amerikaanse wiskundige en statisticus. Hij is vooral bekend door de naar hem en W. Allen Wallis genoemde Kruskal-Wallistoets, een veel gebruikte verdelingsvrije toets.

## Biografie
Kruskal is geboren in New York als zoon van een succesvolle bonthandelaar. Zijn moeder, Lilian, werd bekend door haar inspanning gedurende de eerste jaren van de televisie om origami onder de aandacht van het publiek te brengen. William was de oudste van vijf kinderen, van wie er behalve hijzelf ook twee anderen, Joseph Kruskal en Martin Kruskal, onderzoekers werden in wiskunde en natuurkunde. Kruskal studeerde aan het Antioch College en vervolgens aan Harvard University. Hij behaalde het bachelor- en het masterdiploma in wiskunde in 1940 en 1941. Hij promoveerde in 1955 aan de Columbia University in Mathematical Sciences.
Tijdens de Tweede Wereldoorlog diende Kruskal bij de U.S. Naval Proving Ground in Dahlgren, Virginia. Na korte tijd bij z'n vader gewerkt te hebben en les te hebben gegeven in Columbia, werd hij in 1950 instructeur voor het onderwijs in de statistiek aan de Universiteit van Chicago. Hij was redacteur van de Annals of Mathematical Statistics van 1958 tot 1961, voorzitter van het Institute of Mathematical Statistics in 1971, en van de American Statistical Association in 1982. Kruskal ging in 1990 met emeritaat.

## Publicaties
- (met W. A. Wallis) "Use of ranks in one-criterion analysis of variance." Journal of the American Statistical Association 47 (1952): 583–621.
- (met L. Goodman) "Measures of association for cross classifications." Journal of the American Statistical Association 49 (1954): 732–764.
- (met L. Goodman) "Measures of Association for Cross Classifications. II: Further Discussion and References." Journal of the American Statistical Association 54 (1959): 123–163.
- (met L. Goodman) "Measures of association for cross classification III: Aproximate Sampling Theory." Journal of the American Statistical Association 58 (1963): 310–364.
- "The coordinate-free approach to Gauss-Markov estimation, and its application to missing and extra observations." Proceedings of the Fourth Berkeley Symposium on Mathematical Statistics and Probability 1 (1961): 435–451.
- "When are Gauss-Markov and least squares estimators identical? A coordinate-free approach." Annals of Mathematical Statistics 39 (1968): 70–75.